# Erwin Hiebert
Erwin Nick Hiebert (* 27. Mai 1919 in Waldheim (Saskatchewan); † 28. November 2012 in Waltham (Massachusetts)) war ein kanadisch-amerikanischer Wissenschaftshistoriker.

## Leben
Hiebert stammte aus einer kinderreichen mennonitischen Familie, sein Vater war Missionar der mennonitischen Kirche, seine Mutter kam aus einer mennonitischen Familie in Oklahoma. Er besuchte die Schule in Winnipeg und studierte Chemie und Mathematik an den mennonitischen Colleges in Hillsboro (Tabor College) und North Newton (Bethel College) in Kansas. 1941 erhielt er seinen Bachelor-Abschluss und setzte sein Studium an der University of Kansas in Lawrence fort mit dem Master-Abschluss in Physik und Chemie 1943. Im selben Jahr heiratete er Elfrieda Franz, eine Pianistin, und zog nach Whiting in Indiana, wo er Forschungschemiker bei Standard Oil of Indiana wurde. Dort arbeitete man dem Manhattan Project zu (Metallurgical Laboratories der Universität Chicago). 1946/47 war er in Washington in der wissenschaftlichen Abteilung des Kriegsministeriums (als Assistent von dessen Leiter) und danach am Institut für Metallforschung der Universität Chicago. 1949 erhielt er dort einen Master-Abschluss in Physikalischer Chemie. Durch Vorlesungen von Alexandre Koyré inspiriert wandte er sich der Wissenschaftsgeschichte zu und begann seine Doktorarbeit an der Universität Chicago in Chemiegeschichte. Während der Arbeit an der Dissertation wurde er 1952 Assistant Professor für Chemie am San Francisco State College. 1954 wurde er promoviert und war 1954/55 als Fulbright Lecturer am Max-Planck-Institut für Physik in Göttingen (wo auch seine Frau gleichzeitig als Fulbright-Stipendiatin in Musikgeschichte war). 1955 bis 1957 war er Instructor für Wissenschaftsgeschichte an der Harvard University. Danach lehrte er an der University of Wisconsin, zunächst ab 1957 als Assistant Professor und später als Professor. Ab 1970 war er Professor in Harvard, wo er 1977 bis 1984 Chairman der Abteilung Wissenschaftsgeschichte war. 1989 wurde er emeritiert.
1961 war er Gastwissenschaftler (American Scholar) in Kabul, 1961/62 und 1968/69 am Institute for Advanced Study, 1964/65 Gastprofessor an der Universität Tübingen und 1965 Gastprofessor in Harvard. 1978/79 war er Gastprofessor in Bielefeld, 1973 und 1981 an der Hebräischen Universität in Jerusalem, in den 1980er Jahren mehrfach am Churchill College der Universität Cambridge (1984/85 als Fellow), 1985 in Peking und 1987/88, 1998, 2002 und 2007 in Berlin und 1991/92 in Göttingen.
Er befasste sich unter anderem mit Walther Nernst, Ludwig Boltzmann, Hermann von Helmholtz, Ernst Mach, Max Planck und Wilhelm Ostwald. Von ihm stammen Beiträge zum Dictionary of Scientific Biography zum Beispiel über Mach. 1961 veröffentlichte er in einem mennonitischen Verlag ein Buch über die Geschichte der friedlichen und militärischen Nutzung der Kernenergie und deren moralische Aspekte (Reaktionen von Kirchenvertretern, Wissenschaftlern, Politikern zu deren Kontrolle).
1975 wurde er Fellow der American Academy of Arts and Sciences und 1973/74 war er Präsident der History of Science Society. Außerdem war er Fellow der American Association for the Advancement of Science und stand 1982 bis 1986 deren Sektion Wissenschaftsgeschichte und -philosophie vor. 1982 bis 1985 war er Präsident der Abteilung Wissenschaftsgeschichte der International Union of the History and Philosophy of Science. Er war seit 1988 Mitglied der Sächsischen Akademie der Wissenschaften in Leipzig und der Académie internationale d’histoire des sciences.
Er war US-amerikanischer Staatsbürger.

## Schriften
- The Impact of Atomic Energy, Faith and Life Press, Newton/Kansas 1961
- Historical Roots of the Principle of Conservation of Energy, State Historical Society of Wisconsin for the Department of History, University of Wisconsin 1962
- The Conception of Thermodynamics in the Scientific Thought of Mach and Planck, Ernst Mach Institut, Freiburg 1968